# Taça Europeia Feminina de Hóquei em Patins de 2014–15
A Taça Europeia Feminina de Hóquei em Patins 2014–15 foi a 9ª edição da Taça Europeia Feminina de Hóquei em Patins organizada pela CERH.
O CP Alcorcón, na qualidade de campeão europeu qualificou-se directamente para os Quartos de Final. Benfica, Iserlohn e CS Noisy le Grand, em resultado do sorteio ficaram isentas da primeira eliminatória, qualificando-se também para os Quartos de Final.
O SL Benfica tornou-se na primeira equipa não espanhola a vencer a competição.

## Taça Europeia Feminina 2014–15
As equipas classificadas são: 
| Espanha                                                  | França                                                | Alemanha                        | Suíça                      | Portugal     |
| -------------------------------------------------------- | ----------------------------------------------------- | ------------------------------- | -------------------------- | ------------ |
| - CP Voltregà - CP Manlleu - Gijón Solimar - CP Alcorcón | - US Coutras - CS Noisy le Grand - ROC Vaulx en Velin | - TUS Düsseldorf - ERG Iserlohn | - RSC Uttigen - Vordemwald | - SL Benfica |

## Pre-eliminatória
A 1ª mão foi disputada a 1 de Novembro e a 2ª mão a 13 de Dezembro de 2014.
| Equipe 1            | Total | Equipe 2         | 1.º jogo | 2.º jogo |
| ------------------- | ----- | ---------------- | -------- | -------- |
| TUS Düsseldorf Nord | 7–10  | Vaulx en Velin   | 3–5      | 4–5      |
| RSC Uttigen         | 1–20  | CP Voltregà      | 1–10     | 0–10     |
| RHC Vordemwald      | 3–13  | US Coutras       | 2–7      | 1–6      |
| CP Manlleu          | 8–7   | CP Gijón Solimar | 5–2      | 3–5      |

## Quartos de Final
A 1ª mão foi disputada a 17 de Janeiro e a 2ª mão a 7 de Fevereiro de 2015.
| Equipe 1          | Total | Equipe 2     | 1.º jogo | 2.º jogo |
| ----------------- | ----- | ------------ | -------- | -------- |
| Vaulx en Velin    | 1–11  | ERG Iserlohn | 1–5      | 0–6      |
| CS Noisy le Grand | 3-4   | CP Manlleu   | 1–2      | 2–2      |
| SL Benfica        | 10–9  | CP Voltregà  | 8–3      | 1-6      |
| CP Alcorcón       | 3–8   | US Coutras   | 1–4      | 2–4      |

## Final a quatro ('Final four')
A final four foi disputada a 14 e 15 de Março de 2015, em Manlleu, Espanha.

### Semifinais
| 14 Março 2015 | US Coutras                                         | 4 - 1  | ERG Iserlohn       | Manlleu                                            |  |
| 17:30         | 4' 36' Julie Lafourcade · 45' 50' Adeline Leborgne | Report | 32' Maren Wichardt | Árbitro: Joaquin Lopez e Teresa Martinez (Espanha) |  |

| 14 Março 2015 | SL Benfica                                              | 4 - 2  | CP Manlleu          | Manlleu                                          |  |
| 20:00         | 2' Marlene Sousa · 24' 33' Rita Lopes · 46' Inês Vieira | Report | 5' 32' Yolanda Font | Árbitro: Franco Ferrari e Mateo Gallopi (Itália) |  |

### Final
| 15 Março 2015 | US Coutras                                            | 2 - 5  | SL Benfica                    | Manlleu                                                      |  |
| 12:00         | Marlene Sousa 3' 13 (LD)' 15' 28' · Sofia Vicente 12' | Report | 15 (gp)' 38' Adeline Leborgne | Árbitro: Salvatore Tartarelli e Alessandro da Prato (Itália) |  |

| Vencedoras Taça Europeia Feminina 2014–15 |
| SL Benfica (1º)                           |

## Ligações Externas
- CERH website

### Internacional
- Ligações para todos os sítios de hóquei
- Mundook- Sítio com notícias de todo o mundo do hóquei
- Hoqueipatins.com - Sítio com todos os resultados de Hóquei em Patins